# Гулбрандсен, Анне
Анне Гулбрандсен (норв. Anne Gulbrandsen; род.17 февраля 1994 года) — норвежская конькобежка. Бронзовый призёр чемпионата Европы. 

## Биография
Анне Гулбрандсен родилась в коммуне Эйдсволл, где и начала кататься на коньках в возрасте 3-х лет, последовав за своими старшими двумя братьями и сестрой. В возрасте 7 лет она начала заниматься конькобежным спортом профессионально за команду "Eidsvold Turn Skates". 
В 2010 году она впервые попала на подиум национального чемпионата среди юниоров в мини-многоборье, где заняла 3-е место, а в 2012 году выиграла серебряную медаль в многоборье на чемпионате Норвегии среди юниоров в спринте и в классическом мини-многоборье стала бронзовым призёром. Через год поднялась на одно место выше в юниорских спринте и классике, соответственно заняв 1-е и 2-е места. В том же 2013 году она участвовала в зимней Универсиаде в Трентино и заняла лучшее 13-е место в индивидуальной гонке на 1000 м и 4-е место в командной гонке.
В начале 2014 года на Национальном чемпионате Норвегии в спринтерском многоборье Гулбрандсен выиграла бронзовую медаль. Следующие 2 сезона она не показывала высоких результатов. В 2016 году получила травму и три месяца соревновании пропустила, но уже в октябре 2017 года заняла 2-е и 3-е места соответственно в забегах на 1000 м и 500 м на чемпионате Норвегии на отдельных дистанциях и была отобрана в национальную сборную впервые в своей карьере.
И сразу в 2018 году на чемпионате Европы на отдельных дистанциях в Коломне смогла подняться на 3-е место в командном спринте, заняла 11-е место в забеге на 1000 м и 20-е на 1500 м. Позже участвовала в Чанчуне на чемпионате мира в спринтерском многоборье и стала 16-й в общем зачёте. В ноябре выиграла "бронзу" на дистанции 500 м на национальном чемпионате Норвегии на отдельных дистанциях, а в декабре заняла 2-е место в многоборье на национальном чемпионате. 
В следующем 2019 году Гулбрандсен стала 7-й в командном спринте и 23-й в забеге на 1000 м на чемпионате мира на одиночных дистанциях в Инцелле и в конце февраля на чемпионате мира в спринтерском многоборье поднялась на 23-е место в общем зачёте. В том же году она заявила, что не может совмещать спорт и учёбу, после чего покинула команду. В сезоне 2019/20 и 2020/21 она участвовала только во внутренних соревнованиях в Норвегии.

## Личная жизнь
Анне Гулбрандсен окончила Норвежскую школу ветеринарных наук в Осло. 